# Оля (Астраханська область)
Оля (рос. Оля) — село у Лиманському районі Астраханської області Російської Федерації.
Населення становить 1548 осіб. Входить до складу муніципального утворення Олинська сільрада.

## Історія
Населений пункт розташований на території українського етнічного та культурного краю Жовтий Клин. Від 1943 року належить до Лиманського району, у 1963-1965 роках — Ікрянинського району.
Згідно із законом від 6 серпня 2004 року органом місцевого самоврядування є Олинська сільрада.

## Населення
| 2002 | 2010  | 2012  | 2013  | 2014  |
| ---- | ----- | ----- | ----- | ----- |
| 1652 | ↘1514 | ↗1574 | ↘1567 | ↘1548 |